# گورستان سیغاکوچه
گورستان سیغاکوچه مربوط به هزاره اول قبل از میلاد است و در شهرستان ورزقان، بخش خاروانا، دهستان دیزمار، ۳۰۰ متری جنوب غربی روستای لیلاب واقع شده و این اثر در تاریخ ۲۷ اسفند ۱۳۸۷ با شمارهٔ ثبت ۲۶۳۶۸ به‌عنوان یکی از آثار ملی ایران به ثبت رسیده است.